# Лопухов Федір Васильович
Федір Васильович Лопухов (1886–1973) — російський і радянський артист балету і балетмейстер, педагог, народний артист РРФСР (1956).
Закінчив театральне училище в Петербурзі. Працював у Маріїнському театрі, Московському Великому театрі, з 1922 по 1930 рік очолював балетну трупу Маріїнського театру.
Як хореограф поставив кілька балетних спектаклів, є автором хореографії балетів «Болт» Дмитра Шостаковича, «Лускунчик» П. І. Чайковського та інших.